# Floris Brown
Floris Abraham Brown (Worcester, 10 september 1948) is een Zuid-Afrikaans dichter en musicus.

## Biografie
Floris Brown werd geboren in 1948 in Worcester, ten oosten van Kaapstad. Zijn vader was zeer muzikaal en leidde vele kerkkoren. Zijn moeder was onderwijzeres. Brown genoot lager onderwijs aan de AME-Kerkschool en deed eindexamen in 1967 aan de Hoërskool Esselenpark. Van 1968 tot 1970 studeerde hij aan het Hewat Opleidingskollege (kweekschool), en in 1971 begon zijn loopbaan in het onderwijs, aanvankelijk op een aantal lagere scholen en vervolgens op een middelbare school (Breërivier Sekondêr), waar hij bleef tot zijn uittreden in 1999. Brown is anno 2013 verbonden aan het Blindeninstituut in Worcester, waar hij computerles geeft. Hij geeft ook regelmatig schaakles op scholen.
Op 18 december 1971 trouwde hij met Gloria Bailey. Het echtpaar heeft vier kinderen, drie dochters en een zoon, en woont in Worcester. Brown is een actief lid van de plaatselijke Pinkstergemeente.

### De dichter
Brown schreef zijn eerste gedichten in het Engels. In 1978 verschenen zijn eerste Afrikaanse gedichten in Editor’s choice for 1974, Poetry Universal en Spring poets. Zijn gedichten werden ook gepubliceerd in onder andere Honderd dichters en Honderd Nieuwe Dichters, van Jan Biezen, in het literaire e-magazine Meander en in De Afrikaanse poëzie in 1000 en enige gedichten van Gerrit Komrij. Sinds 1994 geeft Brown al zijn dichtbundels in eigen beheer uit bij FAB (Floris Abraham Brown) publikasies. In 2000 was hij medeoprichter van de Breedevallei Dichters vereniging, ter gelegenheid waarvan hij een bijeenkomst organiseerde over het thema "Ons aktiveer Afrikaans'.
In 2002 kende het inmiddels opgeheven literaire tijdschrift Lava de prijs voor de jaarlijkse Lava Themaschrijfwedstrijd toe aan Floris Brown voor zijn gedicht "Geraamtes".
Brown stelde vier anthologieën samen uit het werk van de Breedevallei Dichters, waarvan enkele nummers ook gedichten bevatten van Nederlandse schrijvers, onder andere van de Friese dichter Tsead Bruinja en Joz Brummans, stadsdichter van Harderwijk. In 2007 bezocht hij Nederland, waar hij te gast was bij Brummans. Hij trad ook op in Amsterdam en Nijmegen. 
Na de moord in Zuid-Afrika in 2004 op de Nederlandse studente Marleen Konings schreef Brown het gedicht Die vrou se poort. Op verzoek vanuit Nederland schreef hij een vervolggedicht voor mensen die een geliefde vermoord zagen Jy het nooit huis toe gekom nie, door Alfred Schaffer in het Nederlands vertaald onder de titel Jij bent nooit thuis gekomen. De bundel Blokhuis bevat door Bram van der Wurff, Cokkie Sommeijer en Alfred Schaffer vertaalde gedichten.
In 2008 werd hij lid van Die Suid-Afrikaanse Akademie vir Wetenskap en Kuns.
In 2011 verscheen Kaleidoskoop, waarin hij, deels chronologisch, deels thematisch, een inkijk geeft in zijn persoonlijke en literaire leven. Op pad met Afrikaans (2013) bevat gedichten uit eerder gepubliceerd werk.

### De musicus
Brown leidt een kinderkoor en een orkest. Ook componeert hij liedjes (onder andere gospelliederen), die hij zelf ten gehore brengt met zijn gitaar. Een aantal cd's is inmiddels in eigen beheer uitgegeven. 
In 1966 richtte hij de popgroep Restless Children op, waarmee hij in 1973 grote bekendheid verwierf met het door hem gecomponeerde liedje Until Tomorrow. Toen de groep ontbonden werd, richtte hij een eigen orkest op, Bacarasj, dat in 1992 een eerste langspeelplaat uitbracht. Ook zijn Roots of Africa bleek een zeer succesvol nummer. Tevens componeerde en bewerkte hij liedjes voor de televisiereeks Die Allemans'.'

### Bundels met teksten in het Afrikaans en Nederlands
- 2004 - Blokhuis
- 2005 - Altijd de liefde / Altyd die liefde (met Janneke Prins)
- 2008 - 7de reënboog
- 2009 - Die hand wat ons voed is weg ... (met Michel Martinus, pseud. van Jos Brummans)
- 2009 - Drieluik (met Marion de Vos en Hilde Vaatstra (foto’s))
- 2011 - Sing vir my / Uit het lege midden (met Jan Kleefstra)